# Kanton Saint-Joseph (Réunion)
Kanton Saint-Joseph (francouzsky Canton de Saint-Joseph) je francouzský kanton v departementu Réunion v regionu Réunion. Tvoří ho pouze část města Saint-Joseph.